# 财政部盐务总局
盐务总局是中华民国财政部下属机构。

## 历史
1927年10月，南京国民政府的财政部盐务处改为盐务署。署长刘维炽。1932年4月，在行政院下设盐政改革委员会。1936年7月颁布《盐务总局组织法》，1937年4月盐务署、盐务稽核总所及所属各机关次第裁撤，于财政部内设盐政司，负责盐政审核事宜；另设盐务总局，办理全国盐税征收及其他一切盐务，兼管兼理硝磺事务。盐务机构基本上完成了统—。 
- 总办一人，总理全局事务，掌管所属机关及职员；
- 会办一员，辅佐总办。
- 总务科
- 税务科
- 产销科
- 税警科（盐警管理处，沿革为內政部警政署保安警察第三總隊）
- 经理科
- 会计室
- 统计室
- 视察室
- 人事处
- 运销处
- 场产处

经财政部长核准后，在四川、福建等11个产盐区设盐务管理局、局下设分局、分局下设支局；在各盐场区域设盐场公署、场务所、据点仓、查验所等，另有缉私盐警队。在鄂岸、皖岸、陕西等7个销区设有盐务办事处。盐场设有场公署。
- 两广运输处：两广海盐运往大后方。1938年12月设，1940年并入粤西局。
- 两广区盐务管理局：1936年秋，两广稽核分所与盐运使合并成立两广盐务管理局。所属20个盐场合并为8个盐场公署，其下设分场与盐务所，恢复一元制管理体制。1940年分别设立粤西、粤东盐务管理局。1946年，粤东盐务局改组为两广盐务管理局，将粤西盐务局所辖双恩、电博、乌石、白石、三亚、茂晖6场及肇庆、都城两支所划归两广局，裁撤粤西局，设广西盐务分局，隶两广局。[3]
- 两浙区盐务管理局
- 长芦盐务管理局：1937年由长芦运司与长芦稽核分所合并改组而成。1948年长芦盐警总队共计六个大队，两个直属中队，一个机炮大队，武器装备齐全，约计3000余人。1948年8月局长费文尧赴台不返，佟泽光代理局长。[4]
- 西北盐务管理局：西北盐区原名为花定区。1914年，中央在兰州设花定榷运局，综揽全区盐务，隶属于盐务署管辖。1917年，又增设花定盐务收税局，专管征税放销事务，归盐务稽核总所管辖。1926年，花定榷、税两局，统由甘肃地方政府接管，榷运局内附设盐斤食户捐局，征收食户捐款。1927年，复将榷、税、食3机构合并，改组为花定盐运使公署，所有全区盐务、行政、征税、放销、缉私事宜，统由运使公署掌理。1928年，甘肃、宁夏、青海划分省治，花定盐运使公署撤销，甘、宁、青3省各设榷运局1所，归省政府直辖，其在某省境内之盐务分支机构及盐池，即归某省榷运局管理。1935至1936年两年间，复将甘、宁、青3榷运局先后撤销，于兰州成立“西北盐务收税总局”，总管甘、宁、青3省盐务。1938年，改称为“西北盐务管理局”。1947年，并兼管绥西盐务。1949年，复接管陕晋管理局。西北盐务区域，计辖有甘、宁、青、绥、陕5省之广。管理局内设总务、产销、财务、会计、警务5科，另设视察室。其分支机构有陇中分局、天水分局、宁夏分局、青海分局、绥远分局、陕西分局、凉州场署、中卫场署、花定场署、一条山场署。下辖场务所，管理各地盐井。管理局对食盐实行专卖，它既是行政管理机构，又是商业经营机构，是垄断食盐贸易的官僚资本企业，经营的食盐大体分为蒙盐和土盐两种。局长费文尧。设汽车运输处、硝磺处等。
- 贵州硝磺处：1939年1月，财政部贵州盐务办事处奉令接管贵州的硝磺事务，并于3月6日在财政部贵州盐务办事处内正式成立硝磺处，负责管理贵州全省硝磺的生产、提炼、供销等事务，处内设总务、产销、会计三课（同年11月改课为股），并在产硝各县设立分处、支处等机构。1941年11月，财政部贵州盐务办事处硝磺处改组为财政部盐务总局贵州硝磺处。贵州硝磺处受盐务总局领导，内设总务、产销、会计三课，下辖清镇炼硝厂及若干分处、支处、督采处、转运处、查验处等机构。1943年10月16日，财政部盐务总局贵州硝磺处奉令改组为硝磺室，并入财政部贵州盐务管理局内，并受其管辖。
- 江苏硝磺局
- 云南盐务管理局
- 贵州盐务管理局：1938年8月19日川盐黔岸督销缉私局改组为贵州盐务办事处，直隶总局。1942年1月1日，奉财政部令，贵州盐务办事处改组为财政部贵州盐务管理局，属甲等局
- 两淮盐务管理局：皖北分局
- 川康盐务管理局：1937年驻在自流井的四川盐务稽核分所与四川盐运使署奉令合并，改组为四川盐务管理局。下设西康、五通桥、川北、川东、4个盐务分局。1939年1月，西康建省，为强化战时对川盐的统治，亦"为加强对川康区的管理，四川盐务管理局于1939年2月1日改组为川康盐务管理局"。1940年，川东、川北盐务管理分局直属于总局。
- 技术委员会
- 口北盐务管理局
- 湘南盐务管理局：原湘岸盐务办事处，1942年1月1日改为局。[5]
- 江西盐务管理局
- 福建盐务管理局
- 河南盐务管理局
- 陕西盐务管理局

1938年，财政部盐务总局从上海迁至重庆，位于新街口小什字（今渝中区新华路45号）。宿舍在王园（今枇杷山公园）。
中国抗日战争时期，1941年4月国民党五届八中全会决定盐、糖、烟、酒专卖。1942年1月1日國民政府颁布《盐专卖条例》，实行民制、官收、官运、官销。该局负责办理食盐专卖事宜，由缪秋杰任局长，内部机构科改为处，在重要地区设区盐类专卖局，之下又设分局或办事处，再设业务所，具体负责指导监督和管理各地盐的专卖事宜。
- 总务处
- 财务处
- 场产处
- 运销处
- 人事处
- 视察处
- 硝磺处

1945年1月停止盐专卖后，该局继续负责全国盐税征收及其他一切有关盐务的事宜。1945年2月，财政部盐政司与盐政总局合并为盐政局。1945年12月22日，改称盐政总局。场产处与运销处合并为产销处；统计处并入会计处；技术处撤销。1946年初，經財政部核准，於產鹽區域設鹽務管理局；銷鹽區域設鹽務辦事處，辦理各該區鹽務行政及業務，並兼管鹽警事宜。1946年4月撤销硝磺管理处。按照盐政总局组织法，盐政机关只负责盐务行政管理及征税，但实际上就场征税并不能全部施行，盐政机关还必须兼办许多具体事务。因而，1947年5月10日，盐政总局改称盐务总局。
局長一人，簡任，綜理全局事務
副局長一人，簡任，輔助局長處理事務。
產銷處掌左列事項：
1. 關於製鹽許可及產鹽、運鹽、銷鹽之估計、調節及管理事項。
2. 關於製鹽技術、鹽質檢定及農業、工業、漁業用鹽變性、變色之指導事項。
3. 關於產銷各地倉坨之設置管理及其他工程之核定事項。
4. 關於鹽之場價、倉價之擬訂及核定事項。
5. 關於產製、運銷章則之擬定事項。
6. 關於鹽副產品之管理及取締事項。
7. 關於鹽墾整理井科及產地測量之計畫事項。
8. 關於鹽工管理及福利事項。
9. 關於產製、運銷鹽斤所用各種票照單證之擬定及繳銷事項。
10. 關於本處職掌事務之各種表冊及報告之編製事項。
11. 關於產製運銷之其他事項。

財務處掌左列事項：
1. 關於稅則、稅率之擬訂事項。
2. 關於業務資金之籌撥及運用事項。
3. 關於鹽斤成本之審核事項。
4. 關於稅款之核報事項。
5. 關於所屬機關財務之監督、考核事項。
6. 關於稅款及資金所用各項單照、憑證之擬訂及繳銷事項。
7. 關於業務資金、票據及證券之出納、保管事項。
8. 關於本處職掌事務之各種表冊及報告之編製事項。
9. 關於財務之其他事項。

總務處掌左列事項：
1. 關於文件之收發、分配、繕校及保管事項。
2. 關於印信之典守事項。
3. 關於鹽務公報之編輯事項。
4. 關於倉坨及各項建築工程之營繕事項。
5. 關於運輸工具之設置、管理事項。
6. 關於警戒勤務之指揮事項。
7. 關於本局經費之出納、保管事項。
8. 關於公物之購置及保管事項。
9. 關於本處職掌事務之各種表冊及報告之編製事項。
10. 關於庶務及不屬於其他各處事項。

會計處：處長、統計主任、科長四人。分掌本局歲計會計統計事務。
人事室：主任
统计室
鹽警管理處：兼管鹽警事宜
设计考核委员会
- 东北盐务管理局
- 长芦盐务管理局
- 山东盐务管理局
- 两淮盐务管理局
- 两浙盐务管理局
- 福建盐务管理局
- 台湾盐务管理局
- 两广盐务管理局
- 云南盐务管理局
- 川康盐务管理局
- 川北盐务管理局
- 山西盐务管理局
- 西北盐务管理局
- 湖北盐务办事处
- 湖南盐务办事处
- 江西盐务办事处
- 安徽盐务办事处
- 河南盐务办事处
- 陕西盐务办事处
- 上海盐务办事处

1947年12月1日以东北、长芦、台湾三区接收的敌伪盐业资产为资本，成立中国盐业有限公司，设于天津，负责以上三区的盐业经营。1948年5月迁往上海。1949年迁台湾，官股占46%，商股占54%。商股中，四行一局占25%，其他官僚资本的商事组织亦占大股。公司总经理为盐务总局副局长姚元纶兼任。业务为制盐、接受敌伪时期盐场。